# Vodní nádrž Wippra
Vodní nádrž Wippra jindy nazývaná přehrada Wipper (německy: Talsperre-Wippra nebo Wippertalsperre) se nachází v horách Harz a zadržuje vody řeky Wipper. Hráz byla postavena mezi lety 1951-1952. Nachází se nedaleko měst Wippra, Mansfeld a Hettstedt v Sasku-Anhaltsku. Jejím hlavním účelem bylo zajistit užitkovou vodu pro zpracovatelské závody na měď v Mansfeldu a Hettstedtu.
Hráz není postavena jako protipovodňová ochrana, její postavení v tomto ohledu je spíše symbolické a to hlavně díky tomu, že podle původních plánů z doby vypracovávání projektu se počítalo s další hrází níž po proudu, která měla sloužit jako protipovodňová ochrana, avšak se k výstavbě této přehrady nikdy nedospělo. Přehrada Wippra je také elektrárnou s instalovaným výkonem 22 kW.

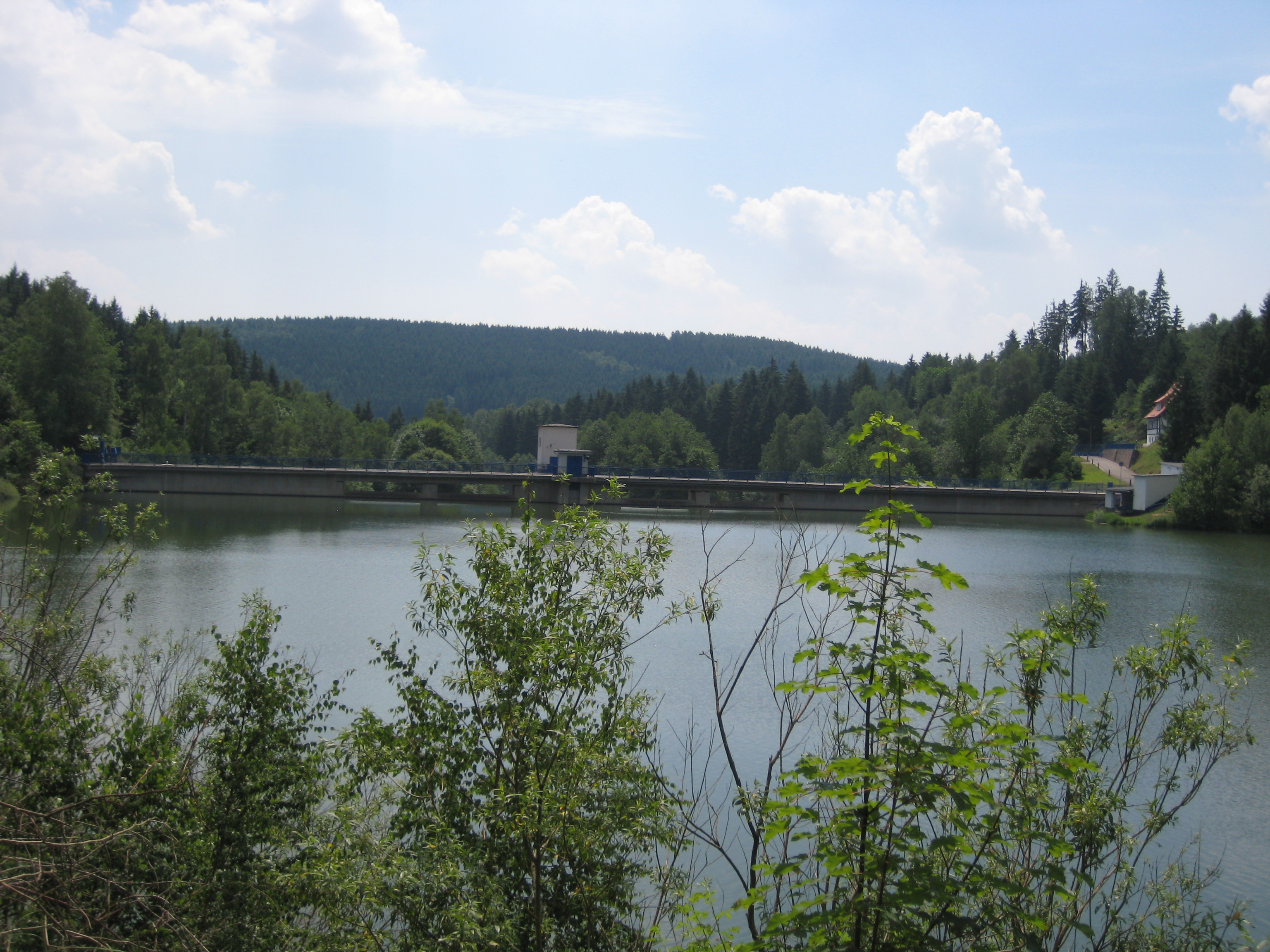
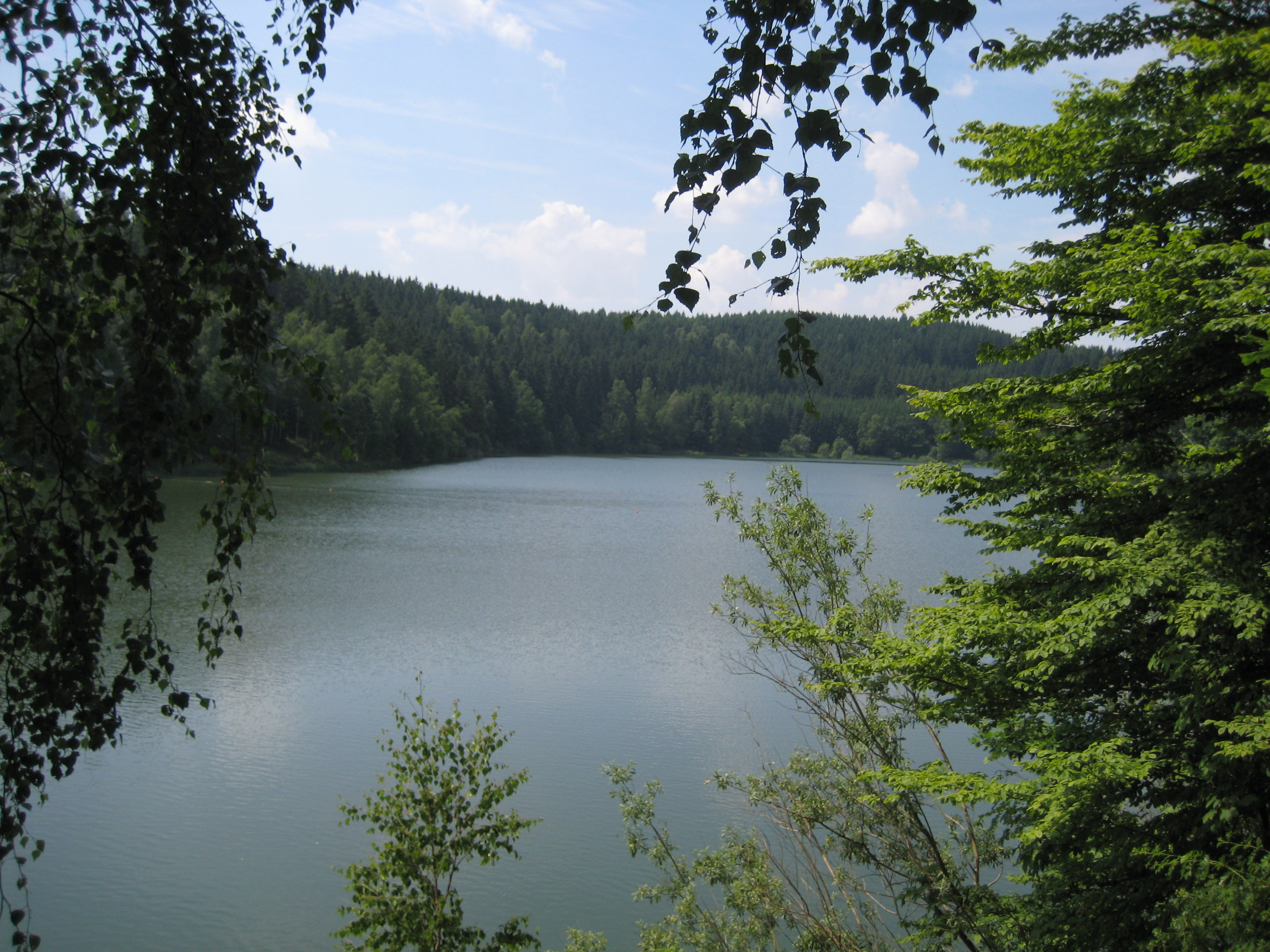
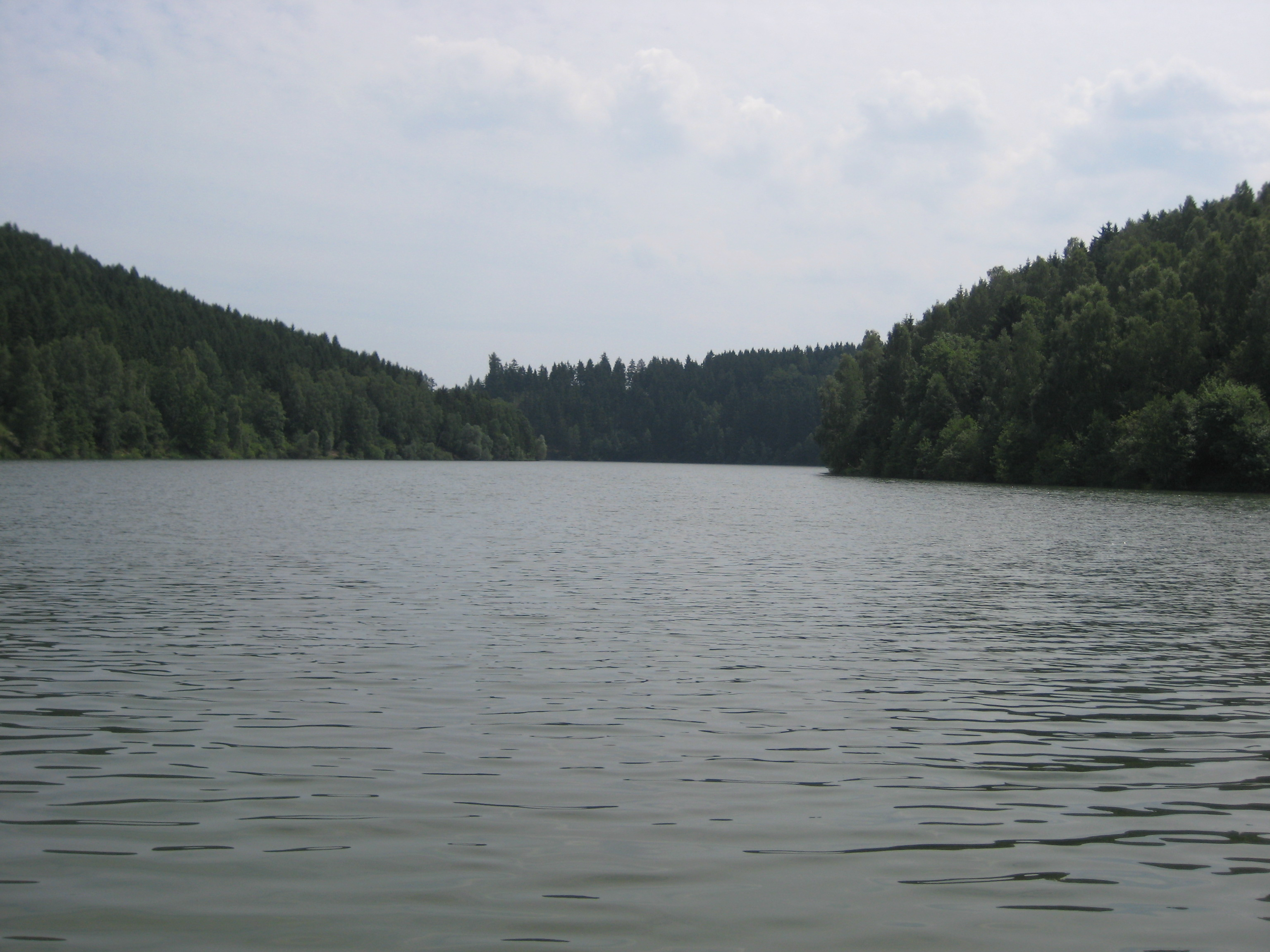
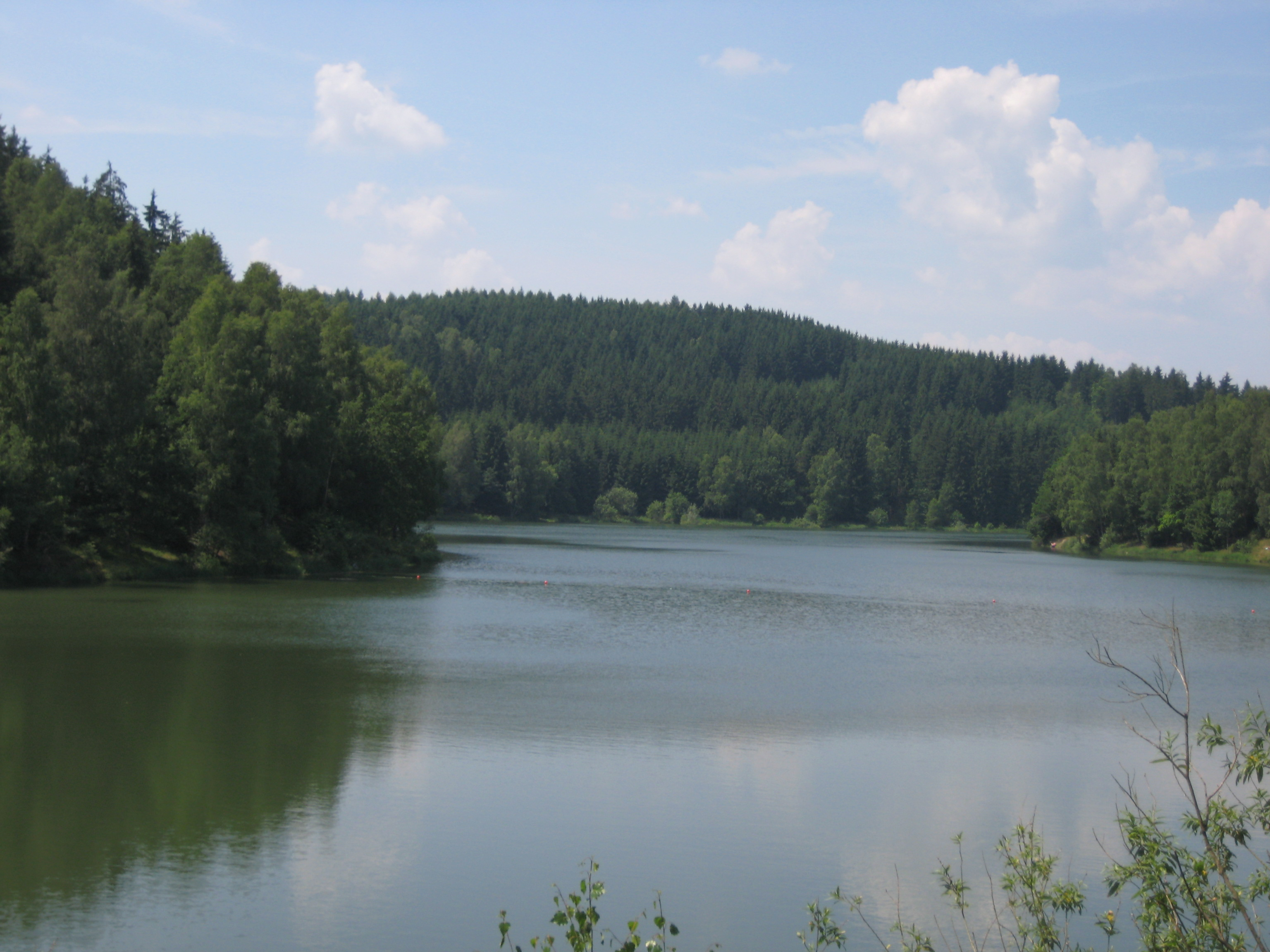